# Bonde de Santa Teresa
Os Bondes de Santa Teresa são um serviço de transporte de passageiros operados pela estatal CENTRAL, que opera na cidade do Rio de Janeiro, no Brasil. Os seus veículos são o símbolo do bairro de Santa Teresa.

## História
Na segunda metade do século XIX, o centro da cidade do Rio de Janeiro era particularmente muito cobiçado e concorrido pelo transporte de passageiros. Por conta desta demanda, houve uma série de concessões cobrindo trechos curtos, dificultando o tráfego nas ruas estreitas do centro.
A concessão das linhas de carris entre a cidade e os morros de Santa Teresa e Paula Mattos, foi obtida em 1872 por empresários que fundaram a Companhia Ferro-Carril de Santa Teresa. A concessão abrangia a exploração de uma linha entre a atual Praça XV de Novembro e o Largo da Lapa até à avenida Gomes Freire, esquina com a rua do Riachuelo. Até essa época, o acesso a Santa Teresa era feito principalmente de duas maneiras: pela rua Monte Alegre, rota usual das diligências, e pelo Plano Inclinado a partir de 1877, cujo embarque ficava na rua do Riachuelo junto à Ladeira do Castro, levando os passageiros até próximo ao Largo do Guimarães. De lá embarcava-se em bondes de tração animal para ir a Paula Matos ou em direção ao Largo do França e Silvestre.
A partir de 1885 essa companhia passou a funcionar com o nome de Companhia do Plano Inclinado de Santa Teresa, tendo abandonado a proposta do centro da cidade, e expandindo as linhas dos morros. Em 1891, foi formada a Companhia Ferro-Carril Carioca, que obteve a concessão da Companhia do Plano Inclinado de Santa Teresa.
A introdução da tração elétrica nos bondes do Rio de Janeiro, em 1892, significou um tremendo salto de qualidade na história do transporte carioca, pois as viagens poderiam ser feitas com mais rapidez. A primeira empresa usar a eletricidade foi a Companhia Ferro-Carril do Jardim Botânico, pois dispunha de mais recursos.
A tração elétrica abriu uma nova possibilidade para a Companhia Ferro-Carril Carioca, já que a nova companhia conseguiu permissão para prolongar suas linhas até o Morro de Santo Antônio no centro, através do velho Aqueduto da Carioca (os Arcos da Lapa) que encontrava-se desativado, permitindo utilizá-lo para acessar o morro de Santa Teresa. A passagem dos bondes sobre os arcos fez com que a companhia utiliza-se a incomum bitola de 1.100 mm, sendo esta a largura possível entre os trilhos, dadas as limitações da antiga construção do Aqueduto da Carioca.

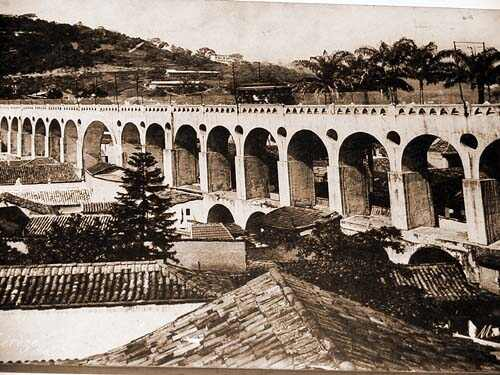
Aqueduto da Carioca Transformado em Viaduto para Bondes (Rio de Janeiro/Brasil) - 1896

A inauguração do novo sistema ocorreu em 1 de setembro de 1896, já com os bondes elétricos, que se estendia até ao Largo dos Guimarães pela rua Almirante Alexandrino. Sendo a segunda companhia a adotar a nova tecnologia, a Companhia Ferro-Carril Carioca, foi até certo ponto uma surpresa, pois tinha linhas exclusivamente no bairro de Santa Teresa, e era bem menor que outras, como a Companhia Ferro-Carril de São Cristóvão ou Companhia Ferro-Carril da Vila Isabel.
A estação terminal foi instalada no Largo da Carioca, inicialmente entre o prédio da Imprensa Nacional e o chafariz da Carioca, que se localizava próximo à atual saída Santo Antônio do metrô. Os bondes seguiam subindo uma ladeira pelo Morro de Santo Antônio para alcançar os arcos, cuja travessia "arrepiou os pelos da nuca dos primeiros passageiros". A partir do Largo dos Guimarães na outra ponta da linha, a tração animal foi sendo substituída pela eletrificação em duas direções: uma para Paula Matos até o Largo das Neves, e outra seguiu por toda a extensão da rua Almirante Alexandrino, em direção ao Largo do França, Dois Irmãos e Silvestre, onde se encontra com o Trem do Corcovado.

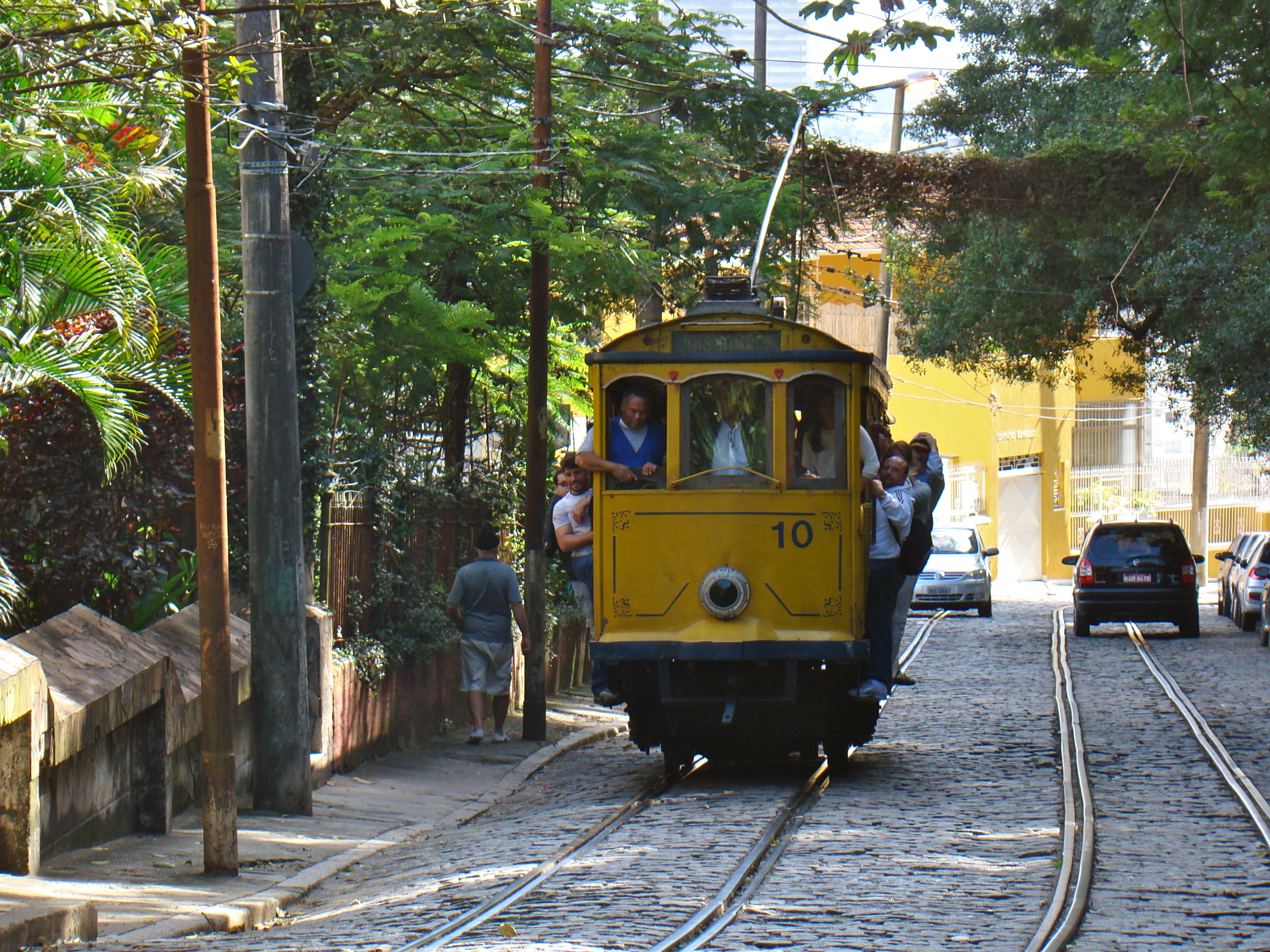
Na Rua Joaquim Murtinho, 2009

Próximo à linha no morro de Santo Antônio, foram instaladas as oficinas e a garagem da Cia. Ferro-Carril Carioca com bastante espaço para abrigar os muitos veículos, pois além das unidades motorizadas haviam reboques. A velha garagem prestou serviços até a destruição final do morro, aproximadamente em 1965. Com o desaparecimento do morro de Santo Antônio, a oficina e garagem dos bondes de Santa Teresa passou a funcionar nas instalações da estação do antigo plano inclinado, no final da rua Carlos Brandt, onde funciona até hoje.
O desmonte do morro marcou o início da decadência do sistema de bondes do bairro, acelerado pela entrada da CTC (Companhia de Transportes Coletivos, empresa do Estado do Rio de Janeiro) na administração do sistema. As chuvas de 66 e 67 destruíram grande parte das linhas, e nessa época foram introduzidos os ônibus no bairro pela CTC, que acabaram causando a retirada dos reboques de circulação, pois se encontrassem um bonde com reboque em algumas das muitas curvas fechadas, não seria possível passar.
A partir de 1968 apenas os bondes de Santa Teresa permaneceram em operação na cidade do Rio de Janeiro. Ao longo de sua existência, o seu sistema chegou a ter em operações mais de 35 veículos, alguns com reboque.

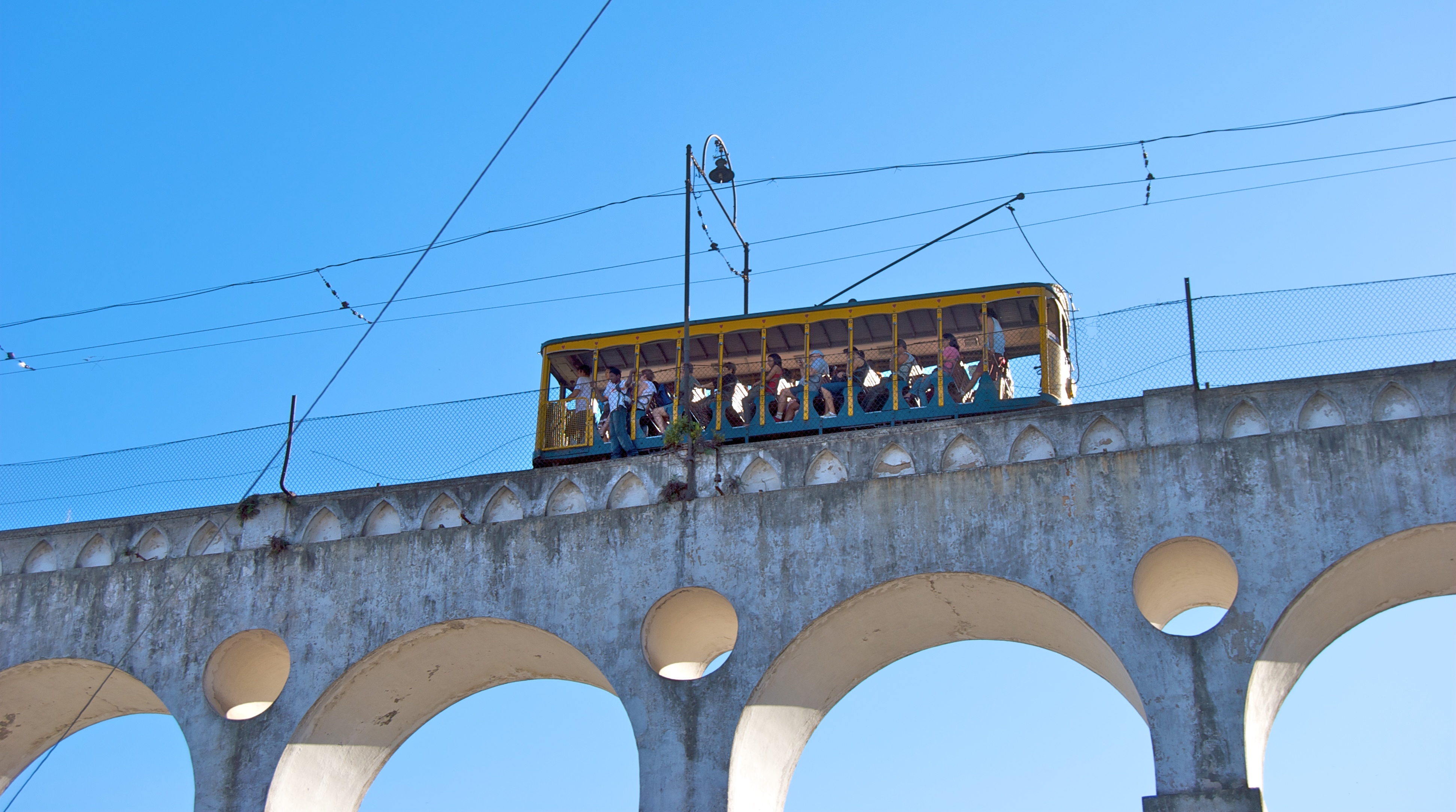
No Aqueduto da Carioca (Arcos da Lapa), 2008

Em 1975, de um total de 28 veículos, só se encontravam em efetivo funcionamento 18, com uma taxa de ocupação de 69%, uma das mais altas de sua história. O sistema de bondes, à época de sua operação pela extinta Companhia de Transportes Coletivos (CTC), tinha uma frota operacional de apenas 10 veículos e operava com intervalos entre partidas da estação Carioca de 15 minutos. O sistema transportava entre 25 e 30 mil passageiros por mês.
Através do Decreto nº 21.846 de 18 de julho de 2001, a responsabilidade do Sistema de Bondes de Santa Teresa, foi transferida da CTC para a Companhia Estadual de Engenharia de Transportes e Logística (CENTRAL), empresa estatal fluminense responsável pelo transporte de passageiros. O governo do Estado recuperou o ramal da rua Paula Matos, depois o de Dois Irmãos e o do Silvestre, que estava paralisado desde 1966, em conseqüência de quedas de barreiras provocadas por fortes chuvas naquele ano.
No ano de 2005, os bondes deixaram de circular por diversos meses, devido a uma greve dos seus técnicos e condutores.

### Acidentes
Em 2011, um turista francês morreu ao cair dos Arcos da Lapa. Ele seguia em pé no estribo quando se desequilibrou ao tentar bater uma foto e ficou preso na mureta, caindo então em um vão existente entre o carro e as grades da mureta.
Em 27 de agosto do mesmo ano ocorreu outro acidente quando o bonde descarrilou e se chocou fortemente com um poste, matando 6 pessoas (incluindo o condutor Nelson Corrêa da Silva) e deixando mais de 50 passageiros feridos. Este gravíssimo acidente paralisou totalmente o principal meio de transporte da região.
Em 2012, a Lei 6.159 de 09 de janeiro de 2022 dá o nome oficial de Estação motorneiro Nelson Correia da Silva à estação inicial do sistema (Carioca).

### Revitalização

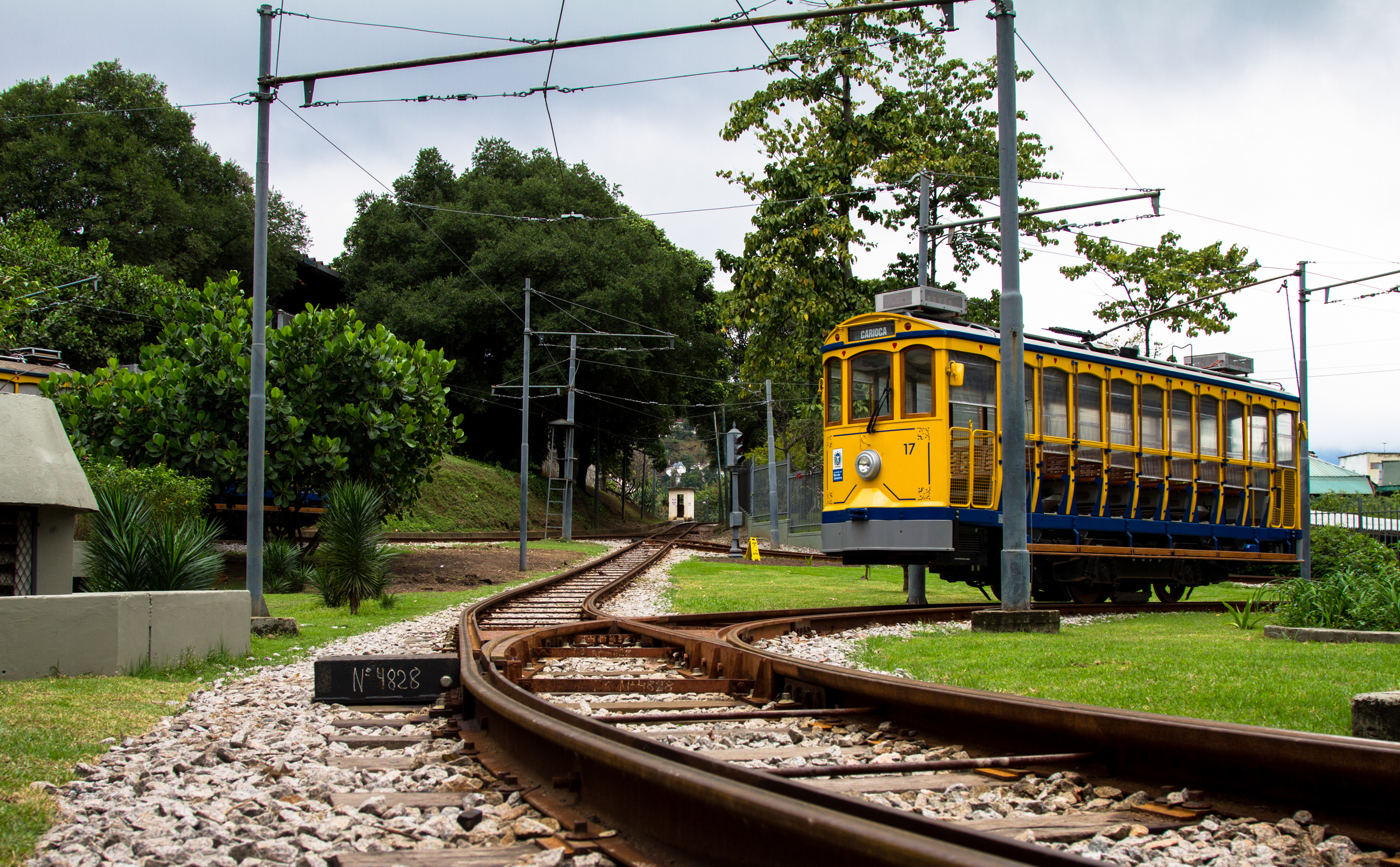
Bonde de Santa Teresa revitalizado na estação Largo do Carioca

Em julho de 2013, quase dois anos após o acidente com o bondinho, teve início a obra de substituição de toda a malha de trilhos e rede aérea realizada pelo consórcio Elmo-Azvi, vencedor da licitação. O projeto previa 28 quilômetros de novos cabos de energia elétrica e substituição dos trilhos num trecho de 17,5 quilômetros. A Companhia Estadual de Engenharia de Transportes e Logística (CENTRAL) realizou a aquisição de uma frota de 14 novos bondes da empresa T'Trans, com capacidade para 32 passageiros na versão comum e 25 passageiros na versão acessível para cadeirantes. Os novos bondes modernizados são diferentes dos originais, sob a justificativa da Central de que “serão preservados os aspectos históricos e culturais, porém, visando a segurança, haverá um fechamento lateral de 80 centímetros de altura, em policarbonato translúcido” e “os estribos serão retráteis, para evitar que pessoas acomodem-se neles, e caiam”. Todo o projeto de revitalização foi orçado ao custo total de 110 milhões de reais, sendo 60 milhões para infraestrutura das vias, 40 milhões para aquisição dos novos bondes e 10 milhões para reforma dos pontos de parada e da oficina dos bondes.
Em Abril de 2015, começam testes para o funcionamento dos novos bondes visando sua reinauguração parcial. No dia 27 de julho de 2015, após 4 anos parado, o sistema voltou a operar com passageiros, inicialmente entre o Largo da Carioca e o Largo do Curvelo. Desde então o sistema vem sendo expandido progressivamente, tendo chegado ao Largo dos Guimarães em 28 de dezembro de 2015, Largo do França em 22 de outubro de 2018 e ao Dois Irmãos em 21 de janeiro de 2019, em uma viagem que leva cerca de 23 minutos.
O ramal da rua Francisco Muratori também foi restaurado, em via singela, possuindo operação eventual - uma única partida, indo e vindo a partir da estação Carioca, diariamente às 8:30 caso haja interessados, em uma viagem de 17 minutos de ida e volta.
Em Novembro de 2023, o governo do estado anunciou a retomada das obras no trecho Largo dos Guimarães ↔ Largo das Neves e Dois Irmãos ↔ Silvestre.
Em Janeiro de 2025, o governo do estado inaugurou o Ramal Paula Mattos, que vem da Carioca até o Largo dos Guimarães (trecho já existente), seguindo então pelas ruas Paschoal Carlos Magno, Monte Alegre, do Oriente e Progresso até chegar no Largo das Neves, em um total de 1,7km de novas vias.

## Horários e Preços

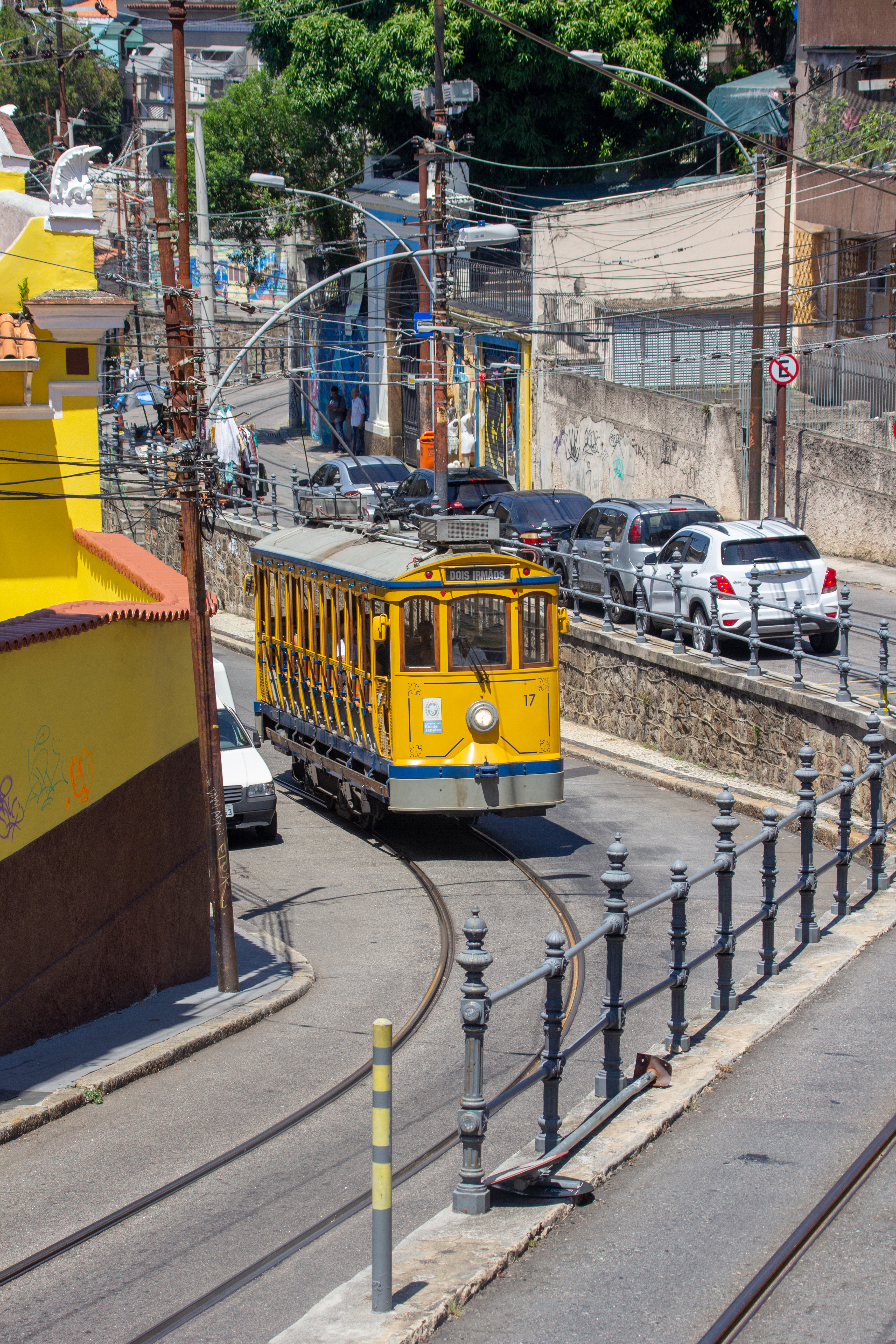
Carro 17 oeste do Largo do Guimarães in 2019

O horário de funcionamento na linha Dois Irmãos é de segunda a sexta, das 8h às 18h30; na linha Paula Mattos, das 8h às 18h; e aos sábados, domingos e feriados, ambas as linhas operam das 9h às 17h.
Já a operação até a Rua Francisco Muratori ocorre sob demanda em um único horário: às 8h30.
Para usar o sistema, é cobrada a tarifa de 20 reais. O valor dá direito a ida e a volta, incluindo direito ao reembarque em ambos os sentidos. Moradores do bairro (previamente cadastrados), estudantes da rede pública uniformizados e com o cartão escolar, pessoas acima de 65 anos e portadores do Vale Social têm gratuidade garantida.

## Características
Os Bondes de Santa Teresa possuem a incomum bitola de 1.100 mm, largura máxima possível dadas as limitações da construção sobre o antigo Aqueduto da Carioca (os arcos).
Os seus carros eram pintados na cor verde, mas passaram a ser pintados de amarelo laranja após reclamações de moradores que diziam que eles se confundiam em meio à vegetação do bairro.
Os condutores de bondes elétricos são também chamados de motorneiros.